# سوپر جام اروپا ۱۹۹۴
فینال سوپر جام اروپا ۱۹۹۴، رقابت پایانی سوپر جام اروپا است که مابین دو تیم باشگاه فوتبال آ.ث. میلان و باشگاه فوتبال آرسنال برگزار شده‌است.
این مسابقه که در تاریخ‌های ۱ فوریه ۱۹۹۵ و ۸ فوریه ۱۹۹۵ انجام شده‌است در مجموع با نتیجه ۲ بر ۱ به سود باشگاه فوتبال آ.ث. میلان به پایان رسید.